# Jīran
Jīran är en ort i Indien.   Den ligger i distriktet Neemuch och delstaten Madhya Pradesh, i den centrala delen av landet, 500 km söder om huvudstaden New Delhi. Jīran ligger 485 meter över havet och antalet invånare är 10 982.
Terrängen runt Jīran är platt. Runt Jīran är det ganska tätbefolkat, med 222 invånare per kvadratkilometer. Jīran är det största samhället i trakten. Trakten runt Jīran består till största delen av jordbruksmark.